# ジャイ・シング3世
ジャイ・シング3世（Jai Singh III, 1819年4月25日 - 1835年2月6日）は、北インドのラージャスターン地方、ジャイプル藩王国の君主（在位：1819年 - 1835年）。

## 生涯
1818年11月21日、父ジャガト・シングが死亡したことにより、ジャイ・シング3世が王位を継承した。ただし、このとき彼はまだ生まれておらず、実際に継承したのは誕生後の1819年4月25日である。
1835年2月6日、ジャイ・シング3世はジャイプルで死亡した。